# Burslem
Burslem est une des six villes du Staffordshire qui ont fusionné pour former Stoke-on-Trent.

## Géographie
Située sur la rivière Fowlea, la ville est traversée par le Canal de Trent et Mersey.

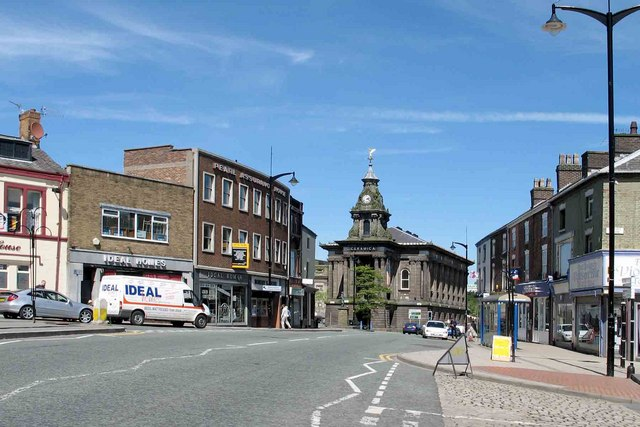
Une rue de Burslem

## Histoire

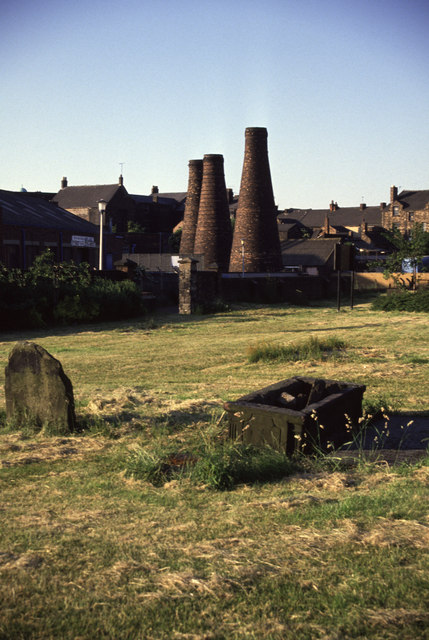
Fours désaffectés de Burslem

Dès la fin du XIIe siècle, la ville est célèbre pour ses fabrications de porcelaine opaque et ses poteries.

## Sport
La ville a son club de football, le Port Vale Football Club, fondé en 1876.

## Personnalités nées à Burslem
- James Holland (1799-1870): peintre
- Lemmy Kilmister (1945-2015) : bassiste, chanteur et parolier principal du groupe Motörhead
- Josiah Wedgwood (1730-1795) : industriel
- Robbie Williams (1974- ) : chanteur